# Верхнекурганное
Верхнекурга́нное  (до 1948 года Ве́рхняя Асма́; укр. Верхньокурганне, крымскотат. Yuqarı Asma, Юкъары Асма) — село в Симферопольском районе Крыма (согласно административно-территориальному делению Украины — в Донском сельском совете Автономной Республики Крым, согласно административно-территориальному делению России — в Донском сельском поселении Республики Крым).

## Население
| 2001 | 2014 |
| ---- | ---- |
| 592  | ↗634 |

Всеукраинская перепись 2001 года показала следующее распределение по носителям языка:
| Язык             | Процент |
| ---------------- | ------- |
| русский          | 78,55   |
| украинский       | 15,71   |
| крымскотатарский | 5,07    |
| другие           | 0,51    |

### Динамика численности
| - 1805 год — 86 чел. - 1864 год — 31 чел. - 1892 год — 64 чел. - 1915 год — 178/38 чел. - 1926 год — 175 чел. - 1939 год — 146 чел. | - 1950 год — 588 чел. - 1989 год — 635 чел. - 2001 год — 592 чел. - 2009 год — 667 чел. - 2014 год — 634 чел. |

## Современное состояние
В Верхнекурганном 5 улиц, площадь, занимаемая селом, 34,5 гектара, на которой в 215 дворах, по данным сельсовета на 2009 год, числилось 667 жителей, связано автобусным сообщением с Симферополем. В селе действуют детский сад «Мурзилка», ранее работала общеобразовательная школа I—III ступеней.

## География
Село Верхнекурганное расположено на востоке района, прримерно в 22 километрах от Симферополя и 6,5 километрах по шоссе 35Н-509 (по украинской классификации С-0-11314) к северу от автодороги 35К-003 Симферополь — Феодосия (по украинской классификации P-23), ближайшая железнодорожная станция Симферополь — примерно в 25 километрах. Село находится на стыке предгорной и степной зон Крыма, в балке ручья Осма(ранее Асма), левого притока реки Зуи, высота центра села над уровнем моря 269 м. Соседние сёла Дмитрово — около 3 километров выше по балке и Нижнекурганное в 1,5 км ниже, Донское — в 5 и Литвиненково Белогорского района — в 4 километрах.

## История
Первое документальное упоминание села встречается в Камеральном Описании Крыма… 1784 года, судя по которому, в последний период Крымского ханства в Ашага ичкийский кадылык Акмечетского каймаканства входила деревня Асма. После присоединения Крыма к России (8) 19 апреля 1783 года, (8) 19 февраля 1784 года, именным указом Екатерины II сенату, на территории бывшего Крымского Ханства была образована Таврическая область и деревня была приписана к Симферопольскому уезду. После Павловских реформ, с 1796 по 1802 год, входила в Акмечетский уезд Новороссийской губернии. По новому административному делению, после создания 8 (20) октября 1802 года Таврической губернии, Асма была включена в состав Кадыкойской волости Симферопольского уезда.
В Ведомости о всех селениях в Симферопольском уезде состоящих с показанием в которой волости сколько числом дворов и душ… от 9 октября 1805 года, числятся две деревни: Асма и Ашага-Асма. В собственно Асме числилось 13 дворов, 70 жителей крымских татар и 6 цыган, а земля принадлежала некоему майору Егорову. На военно-топографической карте генерал-майора Мухина 1817 года обозначена Верхняя осма с 18 дворами. После административной реформы 1829 года, согласно Ведомости о казённых волостях Таврической губернии от 31 августа 1829 года, Верхнюю Осму подчинили Сарабузской волости. На карте 1836 года в деревне 18 дворов. Затем, видимо, вследствие эмиграции крымских татар в Турцию, деревня сильно опустела и на карте 1842 года Верхняя Осма обозначена условным знаком «малая деревня» — то есть, менее 5 дворов.

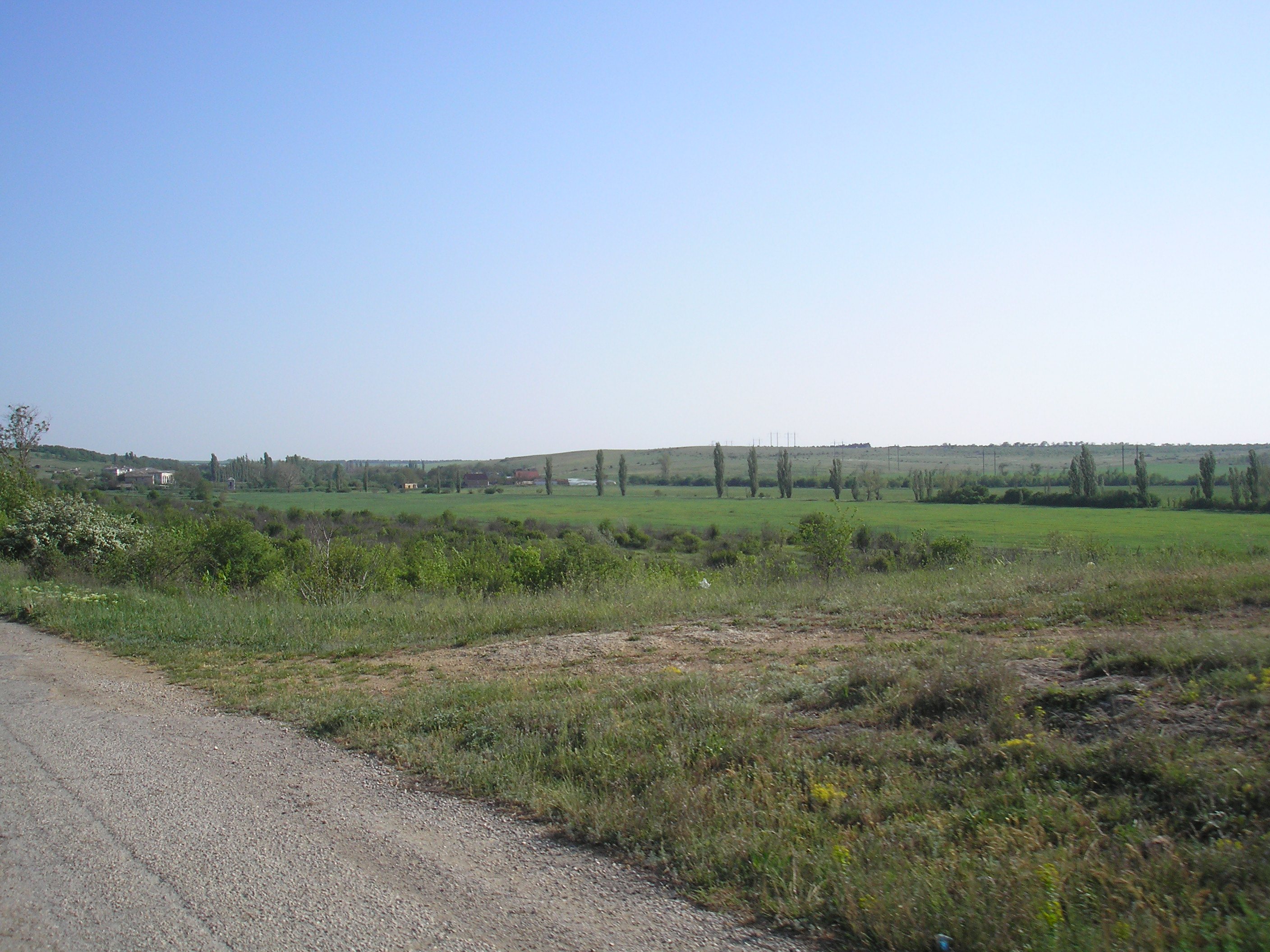

В 1860-х годах, после земской реформы Александра II, деревня осталась в составе преобразованной Сарабузской волости. В Списке населённых мест Таврической губернии по сведениям 1864 года Юхары-Асма — владельческая татарская деревня с 6 дворами, 31 жителями и мечетью при источникѣ Калму-Кары (по трёхверстовой карте 1865—1876 года в деревне также 6 дворов). Согласно «Памятной книжке Таврической губернии за 1867 год», деревня Юхары Асма была покинута жителями в 1860—1864 годах, в результате эмиграции крымских татар, особенно массовой после Крымской войны 1853—1856 годов, в Турцию и оставалась в развалинах. В «Памятной книге Таврической губернии 1889 года» по результатам Х ревизии 1887 года деревня не упоминается.
После земской реформы 1890 года деревню отнесли к Табулдинской волости. Согласно «…Памятной книжке Таврической губернии на 1892 год», в деревне Юхары-Асма, входившей в Алексеевское сельское общество, числилось 64 жителя в 9 домохозяйствах, все безземельные. В «…Памятной книжке Таврической губернии на 1902 год» числится уже хутор Юхары-Асма некоего Есиповича, в котором постоянного населения и домохозяйств не числилось. По Статистическому справочнику Таврической губернии. Ч.II-я. Статистический очерк, выпуск шестой Симферопольский уезд, 1915 год, в деревнях Осма Верхняя и Нижняя (она же Юхары и Ашага-Асма) Табулдинской волости Симферопольского уезда числилось 17 дворов со смешанным населением в количестве 170 человек приписных жителей и 38 — «посторонних», из которых 107 мужчин и 99 женщин. Жители владели 1107 десятинами удобной земли. В хозяйствах имелось 109 лошадей, 72 вола, 43 коровы и 58 голов мелкого скота.
После установления в Крыму советской власти, по постановлению Крымревкома от 8 января 1921 года была упразднена волостная система и село включили в состав вновь созданного Сарабузского района Симферопольского уезда, а в 1922 году уезды получили название округов. 11 октября 1923 года, согласно постановлению ВЦИК, в административное деление Крымской АССР были внесены изменения, в результате которых был ликвидирован Сарабузский район и образован Симферопольский и село включили в его состав. Согласно Списку населённых пунктов Крымской АССР по Всесоюзной переписи 17 декабря 1926 года, в селе Осма Верхняя, Осминского сельсовета Симферопольского района, числилось 36 дворов, из них 25 крестьянских, население составляло 175 человек, из них 96 армян, 74 русских, 2 немцев, 1 украинец, 1 еврей, 1 записан в графе «прочие», действовала армянская школа. Постановлением ВЦИК от 10 июня 1937 года был образован новый, Зуйский район и сельсовет, вместе с селом, переподчинили новому району. По данным всесоюзная перепись населения 1939 года в селе проживало 146 человек.
В 1944 году, после освобождения Крыма от нацистов, согласно Постановлению ГКО № 5984сс от 2 июня 1944 года крымские армяне были депортированы в Среднюю Азию. 12 августа 1944 года было принято постановление № ГОКО-6372с «О переселении колхозников в районы Крыма» и в сентябре 1944 года в район приехали первые новоселы (212 семей) из Ростовской, Киевской и Тамбовской областей, а в начале 1950-х годов последовала вторая волна переселенцев из различных областей Украины. 21 августа 1945 года, указом Президиума Верховного Совета РСФСР, Осьминский сельсовет переименован в Кургановский и селение Осьма в Курганное, при этом указом Президиума Верховного Совета РСФСР от 18 мая 1948 года село Верхняя Осма было переименовано в Верхне-Курганное.
С 25 июня 1946 года Верхняя Осма в составе Крымской области РСФСР. На 1953 год население составило 558 человек. 26 апреля 1954 года Крымская область была передана из состава РСФСР в состав УССР. В 1959 году был упразднён Зуйский район и село вновь переподчинили Симферопольскому. Время включения в состав Краснокрымского сельсовета пока не установлено: на 15 июня 1960 года село уже числилось в его составе. Указом Президиума Верховного Совета УССР «Об укрупнении сельских районов Крымской области», от 30 декабря 1962 года Симферопольский район был упразднён и село присоединили к Белогорскому. 1 января 1965 года, указом Президиума ВС УССР «О внесении изменений в административное районирование УССР — по Крымской области», вновь включили в состав Симферопольского. Решением Крымоблисполкома от 27 июля 1962 года № 784, Краснокрымский сельсовет переименован в Донской, центр совета перенесён в Донское, в который включили Верхнекурганное. По данным переписи 1989 года в селе проживало 635 человек. С 12 февраля 1991 года село в восстановленной Крымской АССР, 26 февраля 1992 года переименованной в Автономную Республику Крым.